# Lehnice
Lehnice es un municipio del distrito de Dunajská Streda en la región de Trnava, Eslovaquia, con una población estimada a final del año 2024 de 3323 habitantes.
Se encuentra ubicado al sur de la región, cerca de los ríos Danubio y Váh, y de la frontera con Hungría y la región de Bratislava.

## Demografía
| Año        | 1994 | 2004    | 2014    | 2024     |
| ---------- | ---- | ------- | ------- | -------- |
| Población  | 2246 | 2432    | 2576    | 3323     |
| Diferencia |      | +8,28 % | +5,92 % | +28,99 % |

| Año        | 2023 | 2024    |
| ---------- | ---- | ------- |
| Población  | 3243 | 3323    |
| Diferencia |      | +2,46 % |